# Kew Jaliens
Kew Raffique Jaliens, nizozemski nogometaš in trener, * 15. september 1978, Rotterdam, Nizozemska.
Jaliens je nogometni branilec, ki je nazadnje igral za avstralsko ekipo Weston Workers Bears.

## Dosežki

#### AZ Alkmaar
- Eredivisie: 2008–09
- Superpokal: 2009

#### Wisła Kraków
- Ekstraklasa: 2010-2011